# János Szépe
János Szépe (Galanta, 15 marzo 1996) è un calciatore slovacco, difensore del Győri ETO.

## Palmarès

### Club

#### Competizioni nazionali
- Nemzeti Bajnokság II: 1

Zalaegerszeg: 2018-2019